# Arthur Hoffmann (homme politique)
Pour les articles homonymes, voir Hoffmann et Arthur Hoffmann.
Arthur Hoffmann est un homme politique suisse, membre du Parti radical-démocratique (PRD), né le 18 juin 1857 à Saint-Gall (originaire du même lieu), décédé le 23 juillet 1927 dans cette même ville. Il est conseiller fédéral de 1911 à 1917 et président de la Confédération en 1914.

## Biographie

### Famille
Arthur Hoffmann appartient à une famille d'avocats et de politiciens de la ville de Saint-Gall. Son père, Karl Hoffmann, a repris l'étude de son beau-père, Johann Baptist Gruber, qui joue un rôle important dans l'ascension des radicaux saint-gallois. Karl Hoffmann a été élu en 1881 au Conseil fédéral mais a renoncé au poste. La mère d'Arthur Hoffmann, Sabine Elisabeth née Steinlin, est issue d'une ancienne famille bourgeoise de Saint-Gall ; le père de cette dernière, Georg Leonhard Steinlin, administrateur d'un hôpital, est également membre du Grand Conseil saint-gallois. Arthur Hoffmann épouse en 1884 Frieda Clementine Moosherr, fille du médecin Hermann Ulrich Moosherr originaire de Saint-Gall et Bürglen, en Thurgovie. Le couple a deux filles et un fils.

### Parcours politique
Il est le 39e conseiller fédéral de l'histoire[réf. nécessaire]. Il est successivement à la tête du Département de justice et police en 1911, du Département militaire de 1912 à 1913 et du Département politique de 1914 à 1917.
Il est poussé à la démission en 1917 après avoir participé de connivence avec des membres du Parti socialiste suisse à des manœuvres visant à faciliter la conclusion d'une paix séparée entre l'Allemagne et la Russie révolutionnaire.